# Cubeo jezik
Cubeo jezik (ISO 639-3: cub; Cuveo, Cubeu, Hahänana, Hehenawa, Kobeua, Kobewa, Kobéwa, Kubwa, Pamiwa), indijanski jezik kojim govori oko 6800 ljudi iz plemena Cubeo u tropskim predjelima Južne Amerike, od čega 6650 u Kolumbiji (2001) i 150 u Brazilu (1986 SIL). Etnička grupa u Brazilu živi blizu grada São Gabriel, na sjeverozapadu države Amazonas, a u Kolumbiji uz rijeke Vaupés, Cuduyari i Querarí.
Lingua franca u dolini Vaupesa; jezik trgovine kojega koriste i pripadnici drugih plemena i naroda. Piše se latinicom koja se rabi i u osnovnim školama i tisku.
Pripada centralnim tukano jezicima.

## Vanjske poveznice
- Ethnologue 14th
- Ethnologue 15th
- Cubeo